# Мульчицька сільська рада
Му́льчицька сільська́ ра́да — колишній орган місцевого самоврядування в Володимирецькому районі Рівненської області. Адміністративний центр — село Мульчиці.

## Загальні відомості
- Мульчицька сільська рада утворена в 1940 році.
- Територія ради: 79,164 км²
- Населення ради: 2 209 осіб (станом на 2001 рік)
- Територією ради протікає річка Стир.

## Населені пункти
Сільській раді підпорядковані населені пункти:
- с. Мульчиці
- с. Журавлине
- с. Кримне
- с. Уріччя

## Склад ради
Рада складається з 16 депутатів та голови.
- Голова ради: Шкіль Василь Сильвестрович
- Секретар ради: Булан Галина Михайлівна

### Керівний склад попередніх скликань
| ПІБ                        | Основні відомості                                                                                   | Дата обрання | Дата звільнення |
| -------------------------- | --------------------------------------------------------------------------------------------------- | ------------ | --------------- |
| Шкіль Василь Сильвестрович | Сільський голова, 1954 року народження, освіта середня спеціальна, безпартійний                     | 26.03.2006   | 31.10.2010      |
| Шкіль Василь Сильвестрович | Сільський голова, 1954 року народження, освіта середня спеціальна, член Української Народної Партії | 31.10.2010   |                 |

Примітка: таблиця складена за даними сайту Верховної Ради України